# اسماک (پنسیلوانیا)
اسماک (به انگلیسی: Smock) یک منطقهٔ مسکونی در ایالات متحده آمریکا است که در شهرستان فایت، پنسیلوانیا واقع شده‌است. اسماک ۴٫۰ کیلومتر مربع مساحت و ۵۸۳ نفر جمعیت دارد و ۳۰۶٫۰۲ متر بالاتر از سطح دریا واقع شده‌است.